# شهرستان لوبین
شهرستان لوبین (به لهستانی: Powiat Lubin) یک شهرستان در لهستان است که در استان سیلزی سفلی واقع شده‌است. شهرستان لوبین ۷۱۱٫۹۹ کیلومتر مربع مساحت و ۱۰۵٬۵۸۲ نفر جمعیت دارد.